# Exciton
En exciton er en bundet tilstand mellem en elektron og et elektronhul, som bliver tiltrukket af hinanden grundet elektrostatiske Coulomb-kræfter. En exciton er en elektrisk neutral kvasipartikel, som eksisterer i isolatorer, halvledere og i nogle væsker. Excitonen bliver opfattet som en grundlæggende excitation af faststoffysik som kan transportere energi uden at transportere netto elektrisk ladning.